# Varjão (Distrito Federal)
| Região Administrativa de Varjão            |                                                        |
|                                            |                                                        |
| \| \| \| \|                                |                                                        |
| Região Administrativa XXIII                |                                                        |
| Fundação: 19 de abril de 1991 (33 anos)    |                                                        |
| Lei de criação: 3153 de 06 de maio de 2003 |                                                        |
| Mapa de Varjão                             |                                                        |
| Limites:                                   | Plano Piloto (oeste) e Lago Norte (norte, leste e sul) |
| Distância de Brasília:                     | 11 km                                                  |
| Administrador(a):                          | Prof. Daniel Crepaldi                                  |
| Área                                       |                                                        |
| - Total                                    | 1,5 km²                                                |
| População                                  |                                                        |
| - Total                                    | 5.371 habitantes '                                     |
| Site governamental                         | www.varjao.df.gov.br                                   |
|                                            |                                                        |
|                                            |                                                        |

Varjão é uma região administrativa do Distrito Federal brasileiro.

## História
A ocupação de Varjão ocorreu em terreno governamental, onde ficava situada a denominada Fazenda Brejo ou Torto. O território foi dividido de forma desordenada e em desconformidade com a legislação, pelo detentor da posse, o qual manifestou a aquisição da área pelos baixos preços a pessoas de baixa renda e a invasores.
Varjão foi fundada em 19 de abril de 1991, recebendo a condição de região administrativa, conforme a Lei 3153, de 06 de maio de 2003.

## Geografia
Varjão abrange cerca de 102,37 ha. Em seu entorno se encontra o Setor Habitacional Taquari (SHTQ) no sentido norte e leste, e ao sul a EPPR (Estrada Parque Paranoá), em seus limites estão o Lago Norte ao norte e a oeste o Parque Nacional de Brasília. Ainda relativo a sua fronteira encontra-se a borda da vertente da chapada da Contagem e um dos braços do Ribeirão do Torto e o córrego do Urubu, que compõem a Bacia Hidrográfica do Lago Paranoá (SILVA, p.116, 2019), com terreno acidentado e barreiras naturais. apresentando-se como uma área de formato irregular condicionada pelos obstáculos naturais.
Os cursos d'água intermitentes, as grotas, foram canalizados como etapa do Projeto Integrado da Vila Varjão em 2005, em virtude da baixa vegetação nativa, concentração de lixo e entulho, escoamento do esgoto das residências nos mananciais sem tratamento. Saliente-se que ao longo desse processo de reurbanização se degradou a vegetação ciliar, e nem houve participação da população (LACERDA, 2008).[carece de fontes?]
Apesar de projetos governamentais a região administrativa de Varjão ainda tem problemas de insalubridade, falta de infraestrutura, crescente degradação da área com perda massiva da vegetação nativa com processo de erosão e assoreamento.
As políticas ambientais tem atuado no sentido contrário, focando em fatos já transcorridos em vez de atuar com políticas preventivas e prognósticos de futuros apoderamento de territórios situados em áreas de proteção ambiental, o que reflete na ocupação crescente da população de baixa renda em zonas de risco ou ambientalmente protegidas.

## Clima
| Dados climatológicos para Brasília (Sudoeste)                                                    | Dados climatológicos para Brasília (Sudoeste) | Dados climatológicos para Brasília (Sudoeste) | Dados climatológicos para Brasília (Sudoeste) | Dados climatológicos para Brasília (Sudoeste) | Dados climatológicos para Brasília (Sudoeste) | Dados climatológicos para Brasília (Sudoeste) | Dados climatológicos para Brasília (Sudoeste) | Dados climatológicos para Brasília (Sudoeste) | Dados climatológicos para Brasília (Sudoeste) | Dados climatológicos para Brasília (Sudoeste) | Dados climatológicos para Brasília (Sudoeste) | Dados climatológicos para Brasília (Sudoeste) | Dados climatológicos para Brasília (Sudoeste) |
| Mês                                                                                              | Jan                                           | Fev                                           | Mar                                           | Abr                                           | Mai                                           | Jun                                           | Jul                                           | Ago                                           | Set                                           | Out                                           | Nov                                           | Dez                                           | Ano                                           |
| ------------------------------------------------------------------------------------------------ | --------------------------------------------- | --------------------------------------------- | --------------------------------------------- | --------------------------------------------- | --------------------------------------------- | --------------------------------------------- | --------------------------------------------- | --------------------------------------------- | --------------------------------------------- | --------------------------------------------- | --------------------------------------------- | --------------------------------------------- | --------------------------------------------- |
| Temperatura máxima recorde (°C)                                                                  | 32,6                                          | 32                                            | 32,1                                          | 31,6                                          | 31,6                                          | 31,6                                          | 30,8                                          | 33                                            | 35,8                                          | 36,4                                          | 34,9                                          | 33,7                                          | 36,4                                          |
| Temperatura máxima média (°C)                                                                    | 26,9                                          | 27,2                                          | 27                                            | 26,8                                          | 26                                            | 25,3                                          | 25,6                                          | 27,4                                          | 29,1                                          | 29                                            | 27                                            | 26,8                                          | 27                                            |
| Temperatura média compensada (°C)                                                                | 21,9                                          | 21,9                                          | 21,8                                          | 21,6                                          | 20,3                                          | 19,3                                          | 19,3                                          | 21                                            | 22,8                                          | 23,1                                          | 21,7                                          | 21,7                                          | 21,4                                          |
| Temperatura mínima média (°C)                                                                    | 18,3                                          | 18,2                                          | 18,2                                          | 17,7                                          | 15,6                                          | 14,2                                          | 13,9                                          | 15,3                                          | 17,6                                          | 18,5                                          | 18,1                                          | 18,3                                          | 17                                            |
| Temperatura mínima recorde (°C)                                                                  | 12,2                                          | 11                                            | 14,5                                          | 10,7                                          | 3,2                                           | 3,3                                           | 1,6                                           | 5                                             | 9                                             | 10,2                                          | 11,4                                          | 13,5                                          | 1,6                                           |
| Precipitação (mm)                                                                                | 206                                           | 179,5                                         | 226                                           | 145,2                                         | 26,9                                          | 3,3                                           | 1,5                                           | 16,3                                          | 38,1                                          | 141,8                                         | 253,1                                         | 241,1                                         | 1 478,8                                       |
| Dias com precipitação (≥ 1 mm)                                                                   | 16                                            | 14                                            | 15                                            | 9                                             | 3                                             | 1                                             | 0                                             | 2                                             | 4                                             | 10                                            | 17                                            | 18                                            | 109                                           |
| Umidade relativa compensada (%)                                                                  | 74,7                                          | 74,2                                          | 76,1                                          | 72,2                                          | 65,4                                          | 58,8                                          | 51                                            | 43,5                                          | 46,4                                          | 58,8                                          | 74,5                                          | 76                                            | 64,3                                          |
| Insolação (h)                                                                                    | 159,6                                         | 158,9                                         | 168,7                                         | 200,8                                         | 237,9                                         | 247,6                                         | 268,3                                         | 273,5                                         | 225,7                                         | 191,3                                         | 138,3                                         | 145                                           | 2 415,6                                       |
| Fonte: INMET (normal climatológica de 1991-2020; recordes de temperatura a partir de 21/08/1961) |                                               |                                               |                                               |                                               |                                               |                                               |                                               |                                               |                                               |                                               |                                               |                                               |                                               |

Clima tropical menos pluviosidade no inverno que no verão. A temperatura gira entorno de 21.8 °C  e pluviosidade média anual de 1443 mm.
O mês mais seco é Julho e tem 2 mm de precipitação. Apresentando uma média de 250 mm, o mês de Dezembro é o mês de maior precipitação.
Outubro é o mês mais quente do ano com uma temperatura média de 23.9 °C. Ao longo do ano Julho tem uma temperatura média de 20.1 °C. Durante o ano é a temperatura média mais baixa.
Quanto a precipitação, 248 mm é a diferença de precipitação entre o mês mais seco e o mês mais chuvoso. 3.9 °C é a variação das temperaturas médias durante o ano.
O valor mais baixo para a umidade relativa é medido em Agosto (41.58 %). A umidade relativa do ar é mais alta em Março (78.15 %).
Em média, os dias menos chuvosos são medidos em Julho (0.40 dias). O mês com os dias mais chuvosos é Dezembro (23.00 dias).